# 斜塘街道
斜塘街道是中国江苏省苏州市苏州工业园区的一个街道。

## 历史
“斜塘”作为行政建制名称出现于1912年，当年11月吴县依“暂行市乡制”，将全县分为七市二十一乡，在斜塘设斜塘乡。1929年8月，斜塘、车坊两乡合并成立车斜区（又称吴县第十三区），区公所设斜塘，斜塘首次称镇。1934年6月，撤车斜区，划归吴县第十区（又称甪直区）辖。1947年3月设淞北区，划归该区管辖。
中华人民共和国成立后，斜塘属淞北区辖。1956年3月改属车坊区辖。1957年3月，吴县撤区并乡，斜塘乡全部，塘南、吴淞乡的大部合并成为斜塘乡。1994年2月，斜塘撤乡建镇，同年5月7日划归苏州市人民政府直接管辖，由苏州工业园区代管。1995年10月26日，斜塘镇北部以斜塘河为界的35平方公里（21个行政村）纳入中新合作开发建设的苏州工业园区规划区内，斜塘河以南20平方公里（12个行政村）为斜塘镇自行开发建设的区域，称苏州工业园区斜塘分区。
2002年2月23日，经报请省政府批准，苏州市政府同意撤销斜塘镇，将其原辖区域并入娄葑镇。
2004年9月30日，江苏省人民政府（苏政复[2004]89号)批准同意将吴中区甪直镇车坊居委会和朝前、横港、李家、大仓、金园、鄂田、旺浜、华云、车渔9个村划归苏州市娄葑镇管辖。
2012年末，撤销娄葑镇，以星湾等36个居委会区域设立娄葑街道，以斜塘等38个居委会区域设立斜塘街道。
2021年12月10日，原斜塘街道下辖东湖大郡、东湖春韵、枫情水岸、湖畔天城、第五元素、东湖林语、国际水岸、中塘、欧典、澳韵、琼姬墩、水墨、海悦、荣域、邻瑞、朗科、双湖湾、方悦、钟悦、馨悦、九华、白塘、时代上城南、玲东、香茂、星公元、时代上城北、景城、领汇29个社区居委会区域并入新成立的金鸡湖街道；原斜塘街道下辖凤凰城、钟南、星辰南、星辰北、锦溪北、锦溪南、菁华、澜溪8个社区居委会区域划归胜浦街道管理；原娄葑街道的独墅湖水域划归斜塘街道管理。

## 行政区划
2021年12月，斜塘街道共辖有斜塘、联丰、莲香、荷韵、彩莲、新东苑、锦塘、星涛、车坊、淞涛、淞泽、淞源、淞潭、淞渔、金星苑、文荟苑、星洲湾、莲韵、东韵、翰林缘、海德、美颂、菁英公寓、菁汇、星慧25个社区居委会。